# Autoserica scutata
Autoserica scutata är en skalbaggsart som beskrevs av Moser 1916. Autoserica scutata ingår i släktet Autoserica och familjen Melolonthidae. Inga underarter finns listade.